# بیل لنکستر
بیل لنکستر (انگلیسی: Bill Lancaster؛ ‏ ۱۷ نوامبر ۱۹۴۷ – ۴ ژانویهٔ ۱۹۹۷) بازیگر اهل ایالات متحده آمریکا بود.
از فیلم‌های او می‌توان به موسی قانون‌گذار اشاره کرد.